# Kokatnur, Sindgi
Kokatnur là một làng thuộc tehsil Sindgi, huyện Bijapur, bang Karnataka, Ấn Độ.